# Union Pacific
La Union Pacific (Union Pacific Railroad Company), siglas: UP, filial de "Union Pacific Corporation", es una empresa ferroviaria estadounidense dedicada al transporte de mercancías.
Fundada en 1862, es una de las siete compañías de ferrocarril denominadas Clase 1, ya que sus beneficios superan los 277,7 millones de dólares. Es una de las mayores compañías de ferrocarril de Norteamérica.
Posee una red viaria de 52.838 km (32.832 millas), que abarca un total de 23 estados. Su red viaria es la de mayor longitud del país. Su inmediato competidor, la Burlington Northern Santa Fe (BNSF), posee 51.200 km de vías (32.000 millas). Cuenta con unos 46.000 empleados.

## Historia

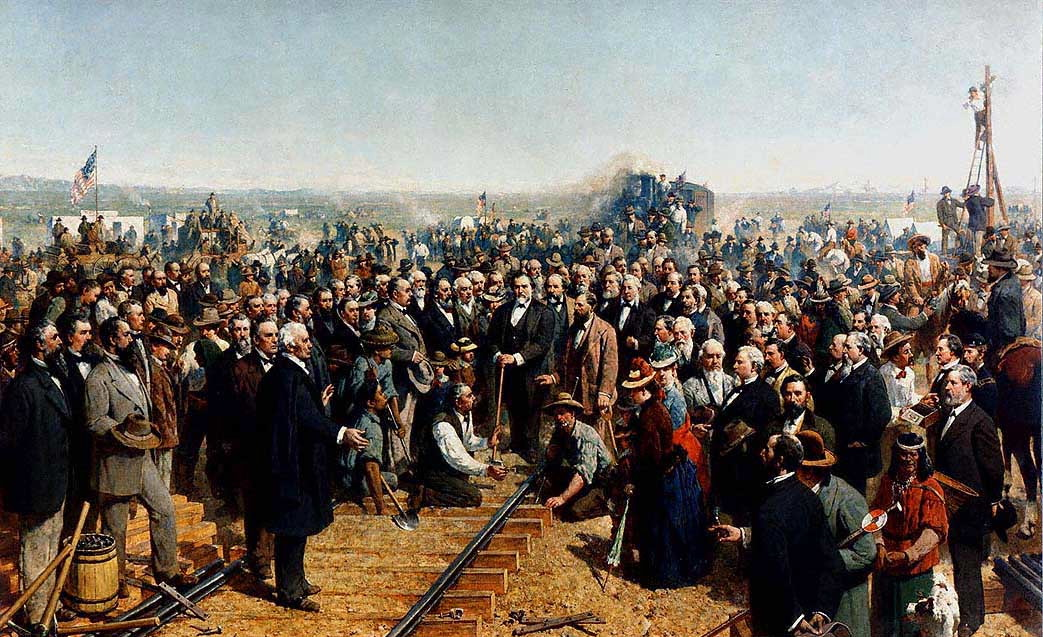
1869: unión de los ferrocarriles Union Pacific y Central Pacific, constituyendo el primer ferrocarril transcontinental de Estados Unidos.

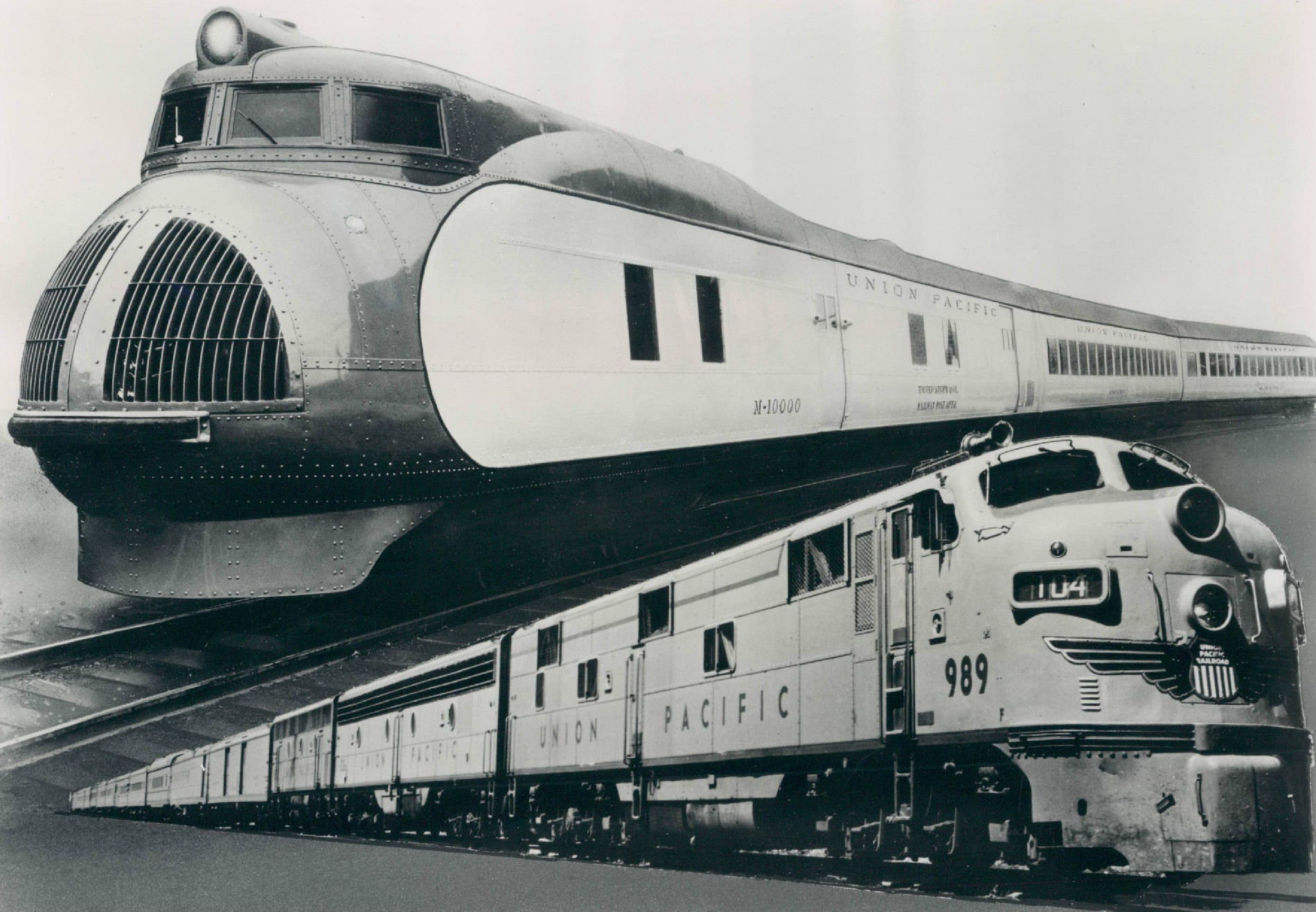
Composiciones de la Union Pacific en la primera mitad del.

El origen de esta compañía se remonta al 1 de julio de 1862, en virtud de una ley del Congreso de Estados Unidos titulada "Pacific Railroad Act" de ese mismo año, donde se autorizaba a brindar ayuda para la construcción de un ferrocarril y línea telegráfica desde el río Misuri (en el centro del país) hacia la costa del Océano Pacífico, asegurando al Gobierno el uso de la misma para fines postales, militares y otros. La ley fue aprobada por el presidente Abraham Lincoln en plena guerra civil estadounidense y su objetivo era primordialmente militar. 
Dicha ley autorizó extensas concesiones de tierra en el oeste de los Estados Unidos y la emisión de bonos del gobierno a 30 años (al 6% de interés anual) para las empresas Union Pacific Railroad (Ferrocarril Unión del Pacífico) y el Central Pacific Railroad (Ferrocarril Central del Pacífico) con el fin de que ambas constituyeran el primer ferrocarril transcontinental de Estados Unidos. 
En 1863 se inicia la construcción del ferrocarril Central Pacific desde la bahía de San Francisco hacia el este. Mientras tanto, el ferrocarril Union Pacific comienza su construcción en 1865 desde Council Bluffs (Estado de Iowa) hacia el oeste.
Si bien se había especulado con otras ciudades como punto de partida, las principales ventajas de Council Bluffs eran que estaba muy al norte de la región donde tenía lugar la guerra de secesión y además era la ruta más corta para pasar al sur de las Montañas Rocosas en Wyoming, cruzando una tierra fértil apta para quienes se animaran a asentarse. 
Thomas Clark Durant fue el principal accionista y vicepresidente del ferrocarril Union Pacific. Durant fue un personaje polémico, ya que mientras transcurría la guerra civil, hizo una fortuna con el contrabando de algodón desde los Estados Confederados, con la ayuda del general Grenville M. Dodge. Mientras tanto, gracias a sus contactos, también obtuvo otros beneficios para su ferrocarril como una ampliación de la cantidad de tierra concedida a la empresa en 1864. Como el Gobierno pagaba por cada kilómetro de vía establecido, Durant hizo caso omiso de sus ingenieros y ordenó construir varios kilómetros de recorrido adicional. Así fue que en los primeros dos años y medio, aprovechando la distracción del Gobierno en la Guerra Civil, la Union Pacific no se extendió más de 65 km a partir de Omaha. 
Cuando la Guerra Civil finaliza en 1865, Durant acelera los trabajos colocando mano de obra extra. Dicha línea fue construida principalmente por inmigrantes irlandeses y antiguos soldados de la Guerra Civil, que habían aprendido su oficio durante las actividades bélicas. Las dos líneas finalmente se unieron en Promontory Summit, Utah, cincuenta y tres kilómetros al oeste de Ogden, el 10 de mayo de 1869, constituyendo el primer ferrocarril transcontinental de América del Norte.
Posteriormente, la empresa construyó nuevos ramales: el Ferrocarril de Utah que se extiende al sur de Ogden hasta Salt Lake City; el Ferrocarril del Sur de Utah que se extiende al sur de Salt Lake City; y el Ferrocarril del Norte de Utah que se extiende al norte de Ogden. Paralelamente la compañía construye o absorbe líneas locales que le dieron acceso a Denver, Portland, Oregón y la región noroeste del Pacífico. Adquirió el ferrocarril Kansas Pacific (originalmente llamado la Union Pacific Eastern Division (Ferrocarril Unión del Pacífico, División Este), aunque, a pesar de su nombre, se trataba de un ferrocarril separado. 
Poco después, en 1872, se destapa otro de los escándalos de Durant: el fraude del Crédit Mobilier. El Ferrocarril Unión del Pacífico había realizado contratos con la empresa Crédit Mobilier (una empresa creada por Durant) para la construcción del ferrocarril. Gracias a estos contratos, el Crédit Mobilier adquiría acciones y bonos en la Union Pacific en valor nominal y luego los vendía en el mercado abierto para obtener grandes beneficios. El escándalo involucró sobornos a congresistas y enormes especulaciones bursátiles. Finalmente, los problemas económicos llevaron a que la compañía cayera en bancarrota durante la década de 1870, provocando una reorganización total de la empresa el 24 de enero de 1880. Por aquel entonces su accionista dominante era Jay Gould.
Sin embargo, la nueva compañía también se declara en bancarrota en 1893, de la cual se recupera el 1 de julio de 1897. Durante este período la UP (Union Pacific) tuvo que liquidar algunos de sus activos, como el Ferrocarril Unión del Pacífico Sección Central, que se convirtió en el "Missouri Pacific Railroad", mientras que la Sección Sur fue adquirida por el recientemente creado "Missouri Kansas Texas Railroad" en 1870. No obstante, la UP pronto se recuperó y fue lo suficientemente fuerte para tomar el control del "Southern Pacific Railroad" (SP) en 1901, aunque luego la Corte Suprema de los Estados Unidos le ordenó entregar el control del mismo en 1913. La Union Pacific también fundó el centro recreativo "Sun Valley Resort" en Idaho en 1936, y el departamento de ingeniería de la empresa en Omaha diseñó asimismo el primer sistema de aerosillas para ese verano.

## Red

Mapa de la red.

La red de Union Pacific se extiende por 22 estados (Washington, Oregón, California, Idaho, Montana, Wyoming, Utah, Arizona, Nuevo México, Colorado, Nebraska, Kansas, Oklahoma, Texas, Luisiana, Arkansas, Tennessee, Misuri, Illinois, Iowa, Wisconsin y Minnesota) en el centro y oeste de los Estados Unidos. Une los grandes puertos de la costa del océano Pacífico y el golfo de México. Se comunica en el sur con la red de México y en el norte con las redes de Canadá. La unión con el Este de los Estados Unidos se realiza por medio de cuatro plataformas situadas en Chicago, San Luis, Memphis y Nueva Orleans. 
La red cuenta con 32.800 millas de líneas principales, de las que 27.500 son propiedad de la compañía y el resto, unas 15.300 millas, se utilizan en el marco de derechos de tráfico negociados con otras compañías. Compite con la red de la Burlington Northern and Santa Fe Railway Company (BNSF) que explota líneas más o menos paralelas en los mismos corredores del Oeste estadounidense. Es más bien complementaria a las grandes compañías del Este, CSX Transportation y Kansas City Southern Railway (KCS).

## Material rodante
- Locomotoras: 6.900, edad media 14,9 años;
- Vagones: 62.900, edad media 22,5 años.

## Actividad

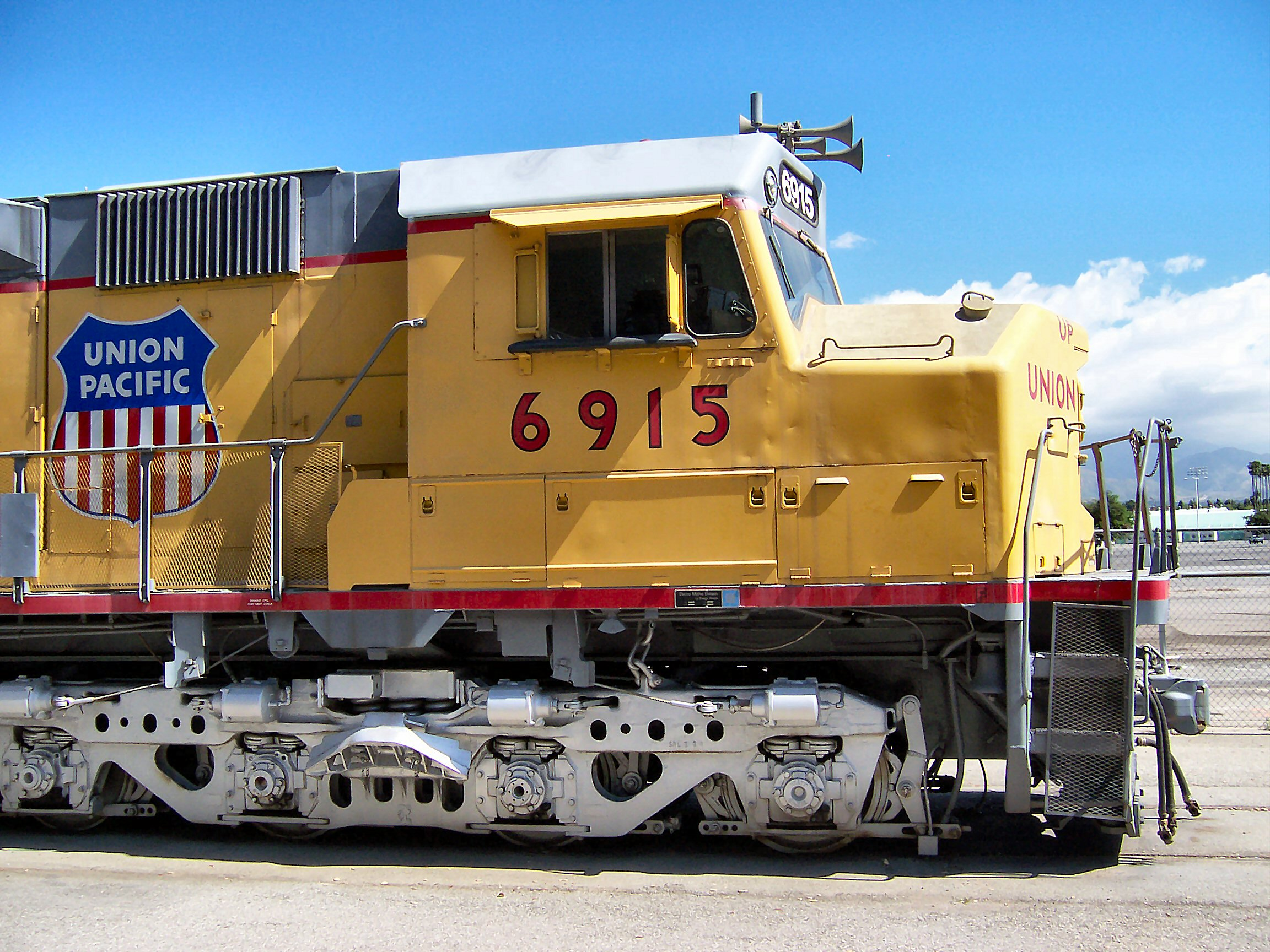
Locomotora EMD DDA40X "Centennial" (Los Angeles County Fairplex, Pomona, California).

Como todas las compañías estadounidenses, la Union Pacific transporta fundamentalmente mercancías. También tiene el servicio de viajeros de cercanías en la periferia de Chicago. Su cifra global de negocio asciende a 10,8 millardos de dólares en 2003 y sus beneficios netos a 966 millones.
Los principales segmentos de tráfico son:
- productos agrícolas (cereales) (14 %)
- automóviles (11 %)
- productos químicos (14 %)
- hulla (22 %, 240 millones de toneladas transportadas anualmente)
- productos industriales, sobre todo materiales de construcción (20 %)
- transporte intermodal (contenedores y remolques de carretera).

## Historia

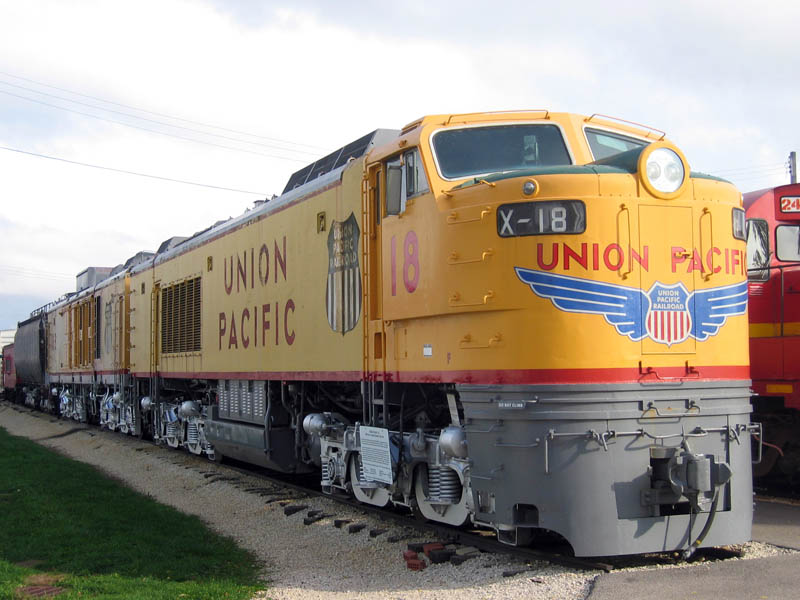
Union Pacific 18 (Illinois Railway Museum).

En el siglo XIX, esta compañía participó en la epopeya de la construcción de una vía férrea transcontinental entre el este y el oeste de los Estados Unidos, que opuso a la Union Pacific y a la Central Pacific.
Actualmente la Union Pacific tiene absorbidas o compradas las siguientes empresas ferroviarias:
- Western Pacific
- Missouri Pacific
- Chicago & Nortwestern system
- Missouri-Kansas-Texas
- Southern Pacific, que en 1988 absorbe al gran ferrocarril Denver & Rio Grande Western.

## Cultura
Union Pacific es también el título de una película estadounidense dirigida por Cecil B. DeMille (1939) y que narra la historia de los orígenes de esta compañía. Antes de ella, El caballo de hierro, dirigida en 1924 por John Ford, ya había narrado la epopeya de la construcción del ferrocarril transcontinental.
Asimismo, el juego Rail Simulator, en su Versión Americana, tiene la Ruta entre Barstow y San Bernardino, operadas por 4 locomotoras de Union Pacific, en la que usa 4 Locomotoras y un coche habitación del maquinista, más algunos trenes cargueros arrastrados por locomotoras EMD en acoplamiento múltiple, cuya versión chilena son los modelos D2300, 2600 y 3000 de FEPASA y TRANSAP.